# 澤列涅 (魯任區)
49°36′33″N 29°1′15″E / 49.60917°N 29.02083°E
澤列涅（烏克蘭語：Зелене），是烏克蘭北部的村莊，隸屬日托米爾州的別爾季切夫區。該村面積0.53平方公里，2001年該村落人口87，人口密度每平方公里164.15人。